# Tamarit-Punta de la Móra
Tamarit-Punta de la Móra és un espai natural que agrupa dues àrees singulars en aquest tram de costa de Tarragona. L'interès d'aquest Espai és conservar petits espais forestals litorals permanents i relictes, que estan pràcticament desapareguts a la costa catalana, en concret la savinosa litoral. Cal destacar la singularitat d'alguns elements florístics de les comunitats de costa rocosa i la representativitat de les comunitats algals. El castell de Tamarit-Punta de la Móra, a part dels seus excepcionals valors biològics, presenta alhora un gran interès paisatgístic i cultural.

## Medi físic
Tamarit-Punta de la Móra comprèn un tram de costa rocosa més o menys abrupta, amb petites cales i zones sorrenques, que guarda excepcionals valors biològics i, alhora, paisatgístics i culturals. La costa està formada per roques sedimentàries de tonalitats groguenques i daurades que proporcionen una càlida coloració.

## Biodiversitat
L'Espai Natural Protegit de Tamarit-Punta de la Móra conserva relictes de comunitats forestals litorals permanents, pràcticament desaparegudes de la costa catalana. Cal esmentar la presència de formacions de savina litoral (Juniperus phoenicea ssp. lycia) i la singularitat d'alguns elements florístics de les comunitats de costa rocosa i la representativitat de les comunitats algals.

### Vegetació i flora
Els mantells forestals que ocupen els roquissars i sorrals de la línia de costa prenen en aquest Espai una especial significació: el savinar litoral (Junlperetum lyciae), freqüent a les costes mallorquines, troba en aquesta localitat el seu límit septentrional i no torna a reaparèixer enlloc més de les costes del Principat. Junt amb aquests fragments relictes de savinar, són més freqüents les pinedes litorals de pi blanc (Pinus halepensis) i pi pinyer (Pinus pinea) i alguns retalls de màquia litoral de garric i margalló (Querco-Lentiscetum), i brolla de romaní i bruc d'hivern amb esteperola (Anthyllido-Cistetum clusii). La comunitat de fonoll marí amb limòniums (Crithmo-Limonietum gibertii) és extremadament singular i endèmica del territori comprès entre Torredembarra i Salou. Altres elements interessants de flora que cal destacar: Cenchrus incertus i Halimium halimifolium.
En contacte amb els ecosistemes terrestres de la línia de costa tenen també una gran importància per la seva diversitat les zones intermareals o les pròpiament marítimes (nerític i bentònic). Les comunitats algals de la zona són ben representatives de les costes baixes, calcàries i fortament batudes per les aigües, del litoral català. Aquestes comunitats es caracteritzen per la presència d'espècies com Neogo-niolithon notarisii i l'associació de Halopteris scoparia, Hypnea musciformis, Laurencia obtusa i Padina pavonica.

### Fauna
Si es parla de la fauna vertebrada, hi ha la serp de ferradura (Coluber hippocrepis), l'eriçó clar (Atelerix algirus), la ferradura grossa (Rhinolophus ferrumequinum), el ratpenat de ferradura petit (Rhinolophus hipposideros), el gripau corredor (Bufo calamita), la tallareta cuallarga (Sylvia undata) o el xatrac becllarg (Sterna sandvicensis), que caça a les aigües marines. Entre les espècies de la fauna invertebrada hi ha la Lithophaga lithophaga i Buprestis splendens, entre d'altres.

## Protecció
L'Espai Natural Protegit de Tamarit-Punta de la Móra va ser incorporat al PEIN pel Decret 328/1992, pel qual s'aprovava el PEIN. Aquest Espai va ser declarat per primera vegada com a LIC el 1997; posteriorment va ser ampliat com a espai Natura 2000 mitjançant l'Acord del Govern 112/2006, de 5 de setembre, que va aprovar la xarxa Natura 2000 a Catalunya (DOGC 4735 de 6-10-2006). Així mateix, mitjançant el Pla especial se'n va fer la delimitació definitiva. Aquest Pla complementa el règim normatiu bàsic de protecció establert pel PEIN amb determinacions específiques per a aquest Espai.